# Parafia Świętych Apostołów Piotra i Pawła w Radzyminku
Parafia Świętych Apostołów Piotra i Pawła w Radzyminku – mariawicka parafia diecezji warszawsko-płockiej, Kościoła Starokatolickiego Mariawitów w RP.
Siedziba parafii oraz kościół parafialny znajduje się w Radzyminku, w gminie Naruszewo, powiecie płońskim, województwie mazowieckim. Parafia posiada cmentarz grzebalny położony nieopodal kościoła. Proboszczem parafii jest kapłan Kamil M. Marcin Kolasiński.

## Historia parafii

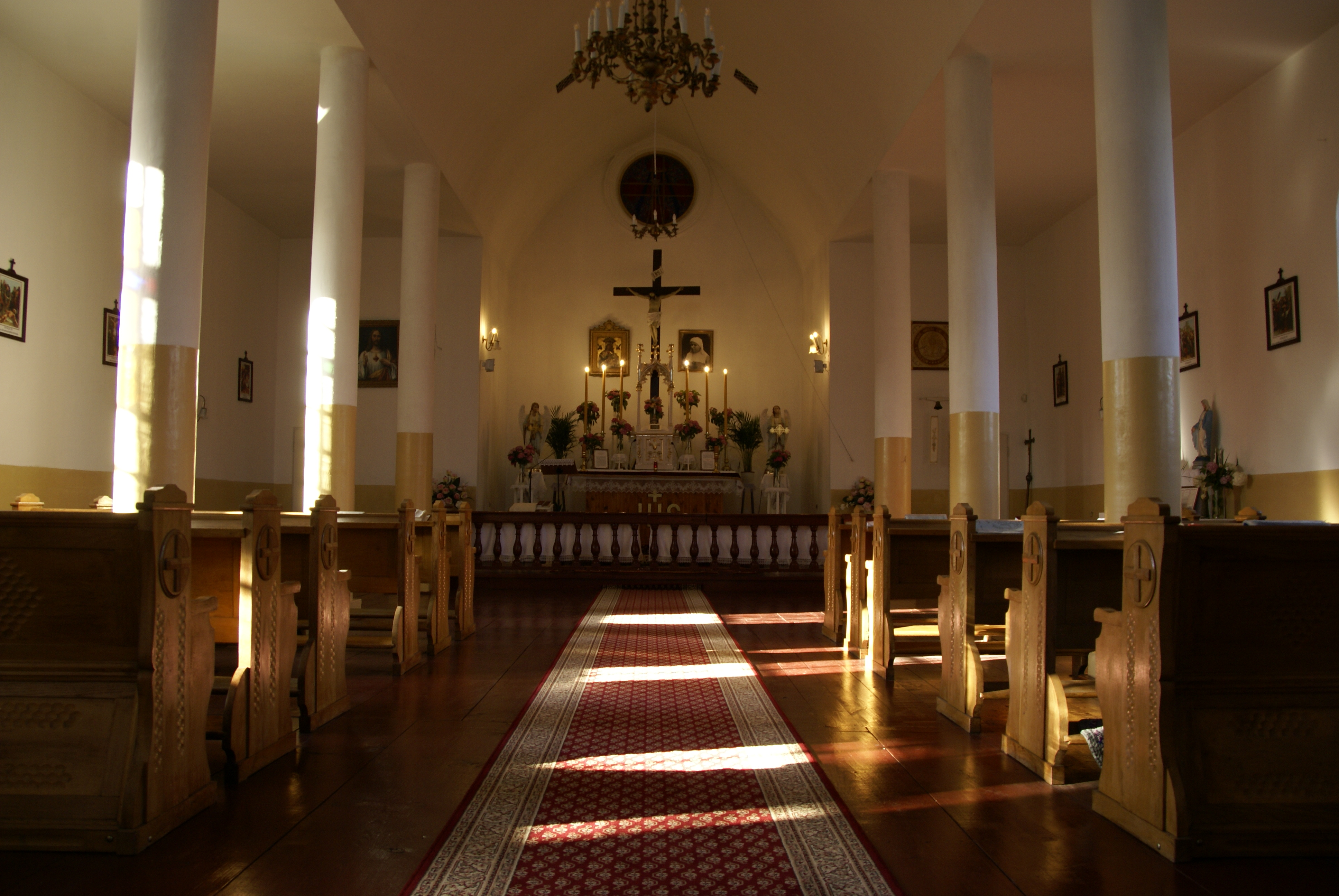
Wnętrze kościoła

W 1906 w kościele rzymskokatolickim Świętych Apostołów Piotra i Pawła w Radzyminie nastąpił rozłam, w wyniku którego część wiernych przyłączyła się do nowo powstałego Kościoła Mariawitów wraz ze swoim proboszczem ks. Czesławem Czerwińskim (od 1895 prowadził on ukryte życie zakonne pod imieniem Maria Maciej). Konflikt między katolikami a mariawitami przebiegał bardzo ostro i drastycznie. W trakcie bójek i napadów na dwór rodziny Jaworowskich w Radzyminie, pchnięta bagnetem, zginęła jedna kobieta – mariawitka. W 1907 mariawici postawili w Radzyminku niewielki kościół parafialny. W 1935, wskutek rozłamu w mariawityzmie zwolennicy arcybiskupa Jana M. Michała Kowalskiego utworzyli odrębną parafię z siedzibą w Michałowie.

### Proboszczowie parafii
- 1906–1917 – kapł. Czesław Maria Maciej Czerwiński
- 1917–1921 – kapł. Antoni Maria Serafin Bołłoczko
- 1923–1935 – wakat
- 1935–1953 – kapł. Władysław Maria Wiktor Rżysko
- 1954–1956 – kapł. Władysław Maria Hieronim Żaboklicki
- 1957 – kapł. Przemysław Maria Sławomir Rosiak
- 1957–1960 – kapł. Ireneusz Maria Stefan Adamiec
- 1961–1983 – kapł. Zdzisław Maria Włodzimierz Jaworski
- 1983–1987 – kapł. Piotr Maria Grzegorz Dróżdż
- 1987–2015 – kapł. Ireneusz Maria Stefan Adamiec
- 2015–2019 – kapł. Dariusz Maria Gabriel Grabarczyk
- 2019–2020 – kapł. Michał Maria Fabian Wylazłowski
- 2020-2021 - kapł. Stefan Maria Robert Żaglewski
- od 2021 r. - kapł. Dariusz M. Gabriel Grabarczyk (proboszcz)
- od 2021 r. - kapł. Kamil M. Marcin Kolasiński

## Nabożeństwa
- Nabożeństwa niedzielne o godz. 12:00;
- Nabożeństwa w tygodniu zgodnie z ogłoszeniem;
- Adoracja miesięczna – 20. dnia każdego miesiąca o godz. 18:00 latem, 17:00 zimą;